# Championnats d'Europe de duathlon longue distance
Les championnats d'Europe de duathlon longue distance  sont organisés pour la première fois en 2012. Les courses du championnat élite sont courus sur une distance de 10 km de course à pied, 60 km de cyclisme et de nouveau 10 km de course à pied. Ces épreuves sont organisées par la Fédération européenne de triathlon (European Triathlon Union (ETU)) et relèvent des championnats continentaux de la Fédération internationale de triathlon.

## Histoire
Depuis la création de championnats, ce sont les épreuves du circuit de duathlon  privée Powerman Duathlon qui servent de support aux compétitions. 

## Palmarès

### Hommes
| Année | Médaille d'or           | Temps           | Médaille d'argent       | Temps           | Médaille de bronze | Temps           |
| ----- | ----------------------- | --------------- | ----------------------- | --------------- | ------------------ | --------------- |
| 2024  | Simon Jørn Hansen       | 2 h 25 min 49 s | Ondrej Kubo             | 2 h 27 min 7 s  | Émile Blondel      | 2 h 28 min 20 s |
| 2022  | Kenneth Vandendriessche | 2 h 24 min 57 s | Lars Van Der Knaap      | 2 h 26 min 20 s | Simon Huckestein   | 2 h 26 min 45 s |
| 2019  | Daan De Groot           | 2 h 37 min 19 s | Jan Petralia            | 2 h 37 min 55 s | Gonzalo Fuentes    | 2 h 38 min 57 s |
| 2018  | Søren Bystrup           | 2 h 43 min 5 s  | Felix Köhler            | 2 h 43 min 19 s | Simon Jørn Hansen  | 2 h 43 min 49 s |
| 2017  | Felix Köhler            | 2 h 58 min 28 s | Søren Bystrup           | 2 h 59 min 4 s  | Benjamin Choquert  | 2 h 59 min 51 s |
| 2016  | Kenneth Vandendriessche | 2 h 29 min 17 s | Seppe Odeyn             | 2 h 29 min 26 s | Yannick Cadalen    | 2 h 29 min 47 s |
| 2015  | Kenneth Vandendriessche | 2 h 26 min 13 s | Daniel Formela          | 2 h 26 min 37 s | Rob Woestenborghs  | 2 h 27 min 0 s  |
| 2014  | Rob Woestenborghs       | 2 h 43 min 34 s | Kenneth Vandendriessche | 2 h 44 min 54 s | Yannick Cadalen    | 2 h 45 min 19 s |
| 2013  | Bart Aernouts           | 2 h 40 min 34 s | Rob Woestenborghs       | 2 h 40 min 40 s | Andy Sutz          | 2 h 41 min 27 s |
| 2012  | Joerie Vansteelant      | 2 h 42 min 35 s | Anthony Le Duey         | 2 h 44 min 24 s | Pieter Rijnders    | 2 h 45 min 7 s  |

### Femmes
| Année | Médaille d'or       | Temps           | Médaille d'argent  | Temps           | Médaille de bronze | Temps           |
| ----- | ------------------- | --------------- | ------------------ | --------------- | ------------------ | --------------- |
| 2024  | Melanie Maurer      | 2 h 45 min 54 s | Merle Brunnée      | 2 h 48 min 0 s  | Olivia Keiser      | 2 h 49 min 54 s |
| 2022  | Diede Diederiks     | 2 h 45 min 1 s  | Melanie Maurer     | 2 h 47 min 35 s | Marieke Brouwers   | 2 h 51 min 42 s |
| 2019  | Petra Eggenschwiler | 2 h 54 min 39 s | Melanie Maurer     | 2 h 58 min 32 s | Alice Hector       | 3 h 1 min 57 s  |
| 2018  | Sandrina Illes      | 3 h 3 min 24 s  | Melanie Maurer     | 3 h 7 min 16 s  | Marina Van Dijk    | 3 h 9 min 17 s  |
| 2017  | Emma Pooley         | 3 h 19 min 48 s | Laura Zimmermann   | 3 h 28 min 49 s | Sandrina Illes     | 3 h 29 min 55 s |
| 2016  | Nina Brenn          | 2 h 48 min 2 s  | Maja Stage Nielsen | 2 h 48 min 55 s | Susanne Svendsen   | 2 h 50 min 0 s  |
| 2015  | Laura Hrebec        | 2 h 46 min 23 s | Sara Dossena       | 2 h 47 min 30 s | Maja Stage Nielsen | 2 h 48 min 55 s |
| 2014  | Jenny Schulz        | 3 h 3 min 54 s  | Sabrina Monmarteau | 3 h 8 min 23 s  | Susanne Svendsen   | 3 h 8 min 50 s  |
| 2013  | Lucy Gossage        | 2 h 58 min 55 s | Eva Nyström        | 3 h 0 min 3 s   | Jenny Schulz       | 3 h 0 min 58 s  |
| 2012  | Lucy Gossage        | 3 h 4 min 50 s  | Eva Nyström        | 3 h 5 min 52 s  | Susanne Svendsen   | 3 h 6 min 12 s  |

## Lieux et tableaux des médailles
| Édition      | Lieu              | Pays      |
| ------------ | ----------------- | --------- |
| 2022 et 2024 | Alsdorf           | Allemagne |
| 2019         | Viborg            | Danemark  |
| 2018         | Vejle             | Danemark  |
| 2017         | Saint-Wendel      | Allemagne |
| 2016         | Copenhague        | Danemark  |
| 2012-2015    | Horst aan de Maas | Pays-Bas  |

| Rang | Nation      | Médaille d'or | Médaille d'argent | Médaille de bronze | Total |
| ---- | ----------- | ------------- | ----------------- | ------------------ | ----- |
| 1    | Belgique    | 6             | 4                 | 2                  | 12    |
| 2    | Suisse      | 4             | 3                 | 2                  | 9     |
| 3    | Royaume-Uni | 3             |                   | 1                  | 4     |
| 4    | Allemagne   | 2             | 3                 | 2                  | 7     |
| 5    | Danemark    | 2             | 2                 | 5                  | 9     |
| 6    | Pays-Bas    | 2             | 1                 | 2                  | 5     |
| 7    | Autriche    | 1             |                   | 1                  | 2     |
| 8    | France      |               | 2                 | 4                  | 6     |
| 9    | Suède       |               | 2                 |                    | 2     |
| 10   | Italie      |               | 1                 |                    | 1     |
| 10   | Pologne     |               | 1                 |                    | 1     |
| 10   | Slovaquie   |               | 1                 |                    | 1     |
| 13   | Espagne     |               |                   | 1                  | 1     |